# Chronologie
Chronologie (фр. Chronologie — хронологія), пізніші перевидання також використовують англійську версію назви Chronology — альбом 1993 року Жан-Мішель Жарра, це його восьмий студійний альбом. Один з найпопулярніших альбомів Жан-Мішеля, що присвячений четвертому виміру — часу. Одним з поштовхів до написання цього альбому став бестселер видатного вченого сучасності Стівена Гокінга «Коротка історія часу».

## Історія запису

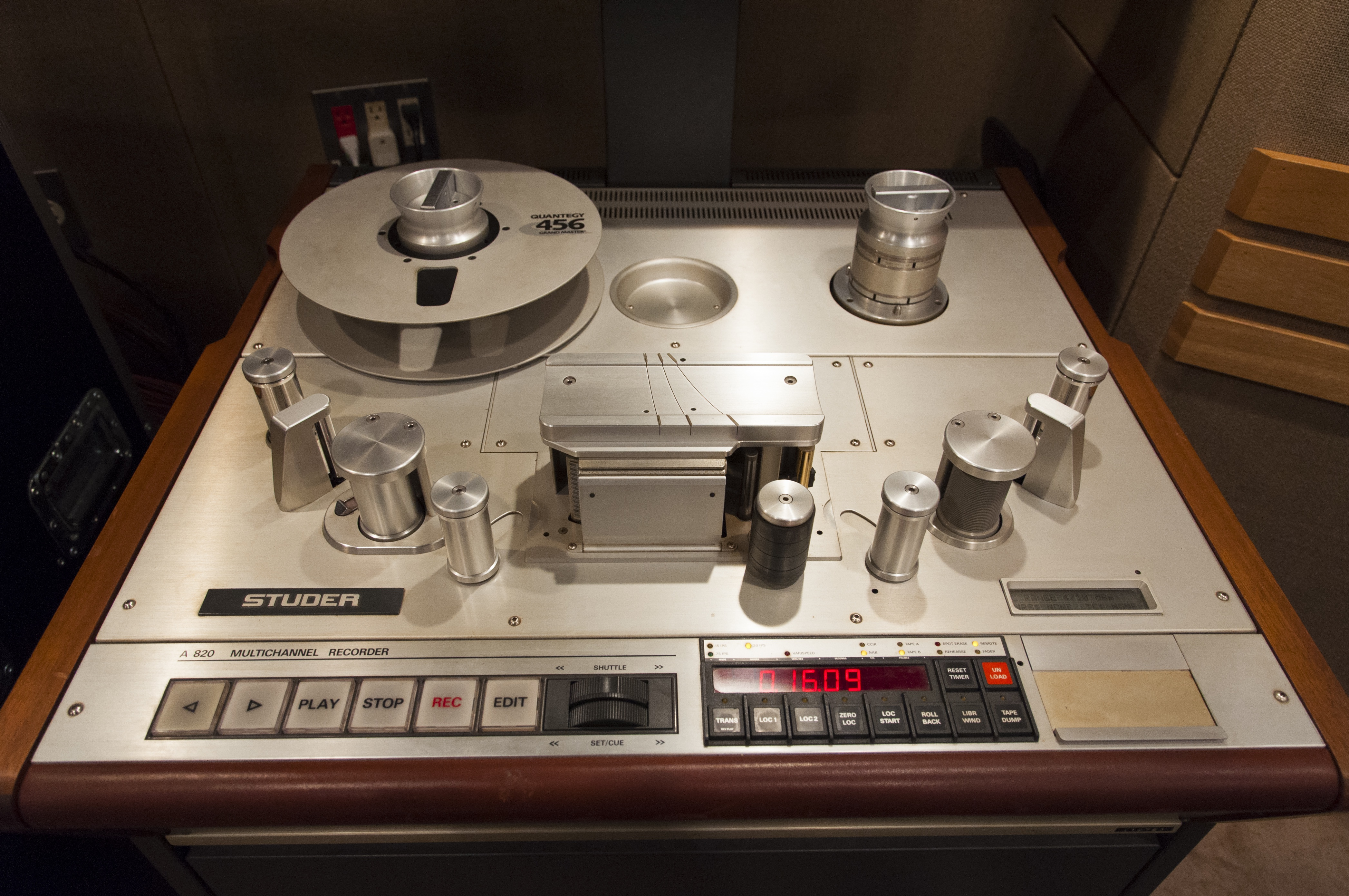
STUDER A820

Як і більшість альбомів Жарра Chronologie був записаний в співпраці з Мішелем Гессом в домашній студії, що розташовувалась в маєтку композитора в Круассі-сюр-Сен. Альбом був записаний та зведений на півдюймовому Studer A820 з Dolby SR.  
Спочатку Жарр працював над четвертою частиною, яка частково була написана в 1992 році.
Жан-Мішель вирішив використати в частині 6 альбому звук акордеона та почав пошуки інструмента. Дізнавшись про це Мішель Гесс зателефонував своєму другові Клоду Кавагноло, одному з найвідоміших виробників цього інструмента, який надав Жан-Мішелю акордеон. Акордеон Cavagnolo можна тепер побачити на відеозаписах з концертів.
Відеокліп на композицію Chronologie 8 супроводжується реміксом Мішеля Гесса, а не альбомною версією.

## Обкладинка
Для оформлення обкладинки альбому та синглів Жарр знову звертається до художника Мішеля Гранже, автора обкладинок перших і найуспішніших альбомів та альбому Rendez-Vous 1986 року. Таким чином цей студійний альбом став четвертим, обкладинка якого була робота, що належала авторству Гранже.

## Композиції
| Сторона 1 | Сторона 1            | Сторона 1  |
| #         | Назва                | Тривалість |
| --------- | -------------------- | ---------- |
| 1.        | «Chronologie Part 1» | 10:51      |
| 2.        | «Chronologie Part 2» | 6:05       |
| 3.        | «Chronologie Part 3» | 3:59       |

| Сторона 2 | Сторона 2            | Сторона 2  |
| #         | Назва                | Тривалість |
| --------- | -------------------- | ---------- |
| 1.        | «Chronologie Part 4» | 3:59       |
| 2.        | «Chronologie Part 5» | 5:34       |
| 3.        | «Chronologie Part 6» | 3:45       |
| 4.        | «Chronologie Part 7» | 2:17       |
| 5.        | «Chronologie Part 8» | 5:33       |

## Інструменти
- Digisequencer
- Kurzweil K2000
- Mini Moog
- ARP 2600
- Akai MPC-60
- Akai S 1000
- AKS
- JD 800
- Korg 01
- TR 909
- DR 660